# Августа Гессен-Гомбурзька
Августа Фредеріка Гессен-Гомбурзька (нім. Auguste Friederike von Hessen-Homburg; 28 листопада 1776 — 1 квітня 1871) — принцеса Гессен-Гомбурзька, донька ландграфа Гессен-Гомбургу Фрідріха V та принцеси Гессен-Дарштадту Кароліни, дружина спадкоємного принца Мекленбург-Шверіна Фрідріха Людвіга.

## Біографія
Августа народилася 28 листопада 1776 року в Гомбурзі, сьомою дитиною та четвертою донькою в родині ландграфа Гессен-Гомбургу Фрідріха V та його дружини Кароліни Гессен-Дармштадтської. Мала старших сестер Кароліну, Луїзу Ульріку та Амалію й братів Фрідріха і Людвіга. Ще один брат помер за кілька місяців до її народження. Згодом родина поповнилася ще шістьома дітьми.

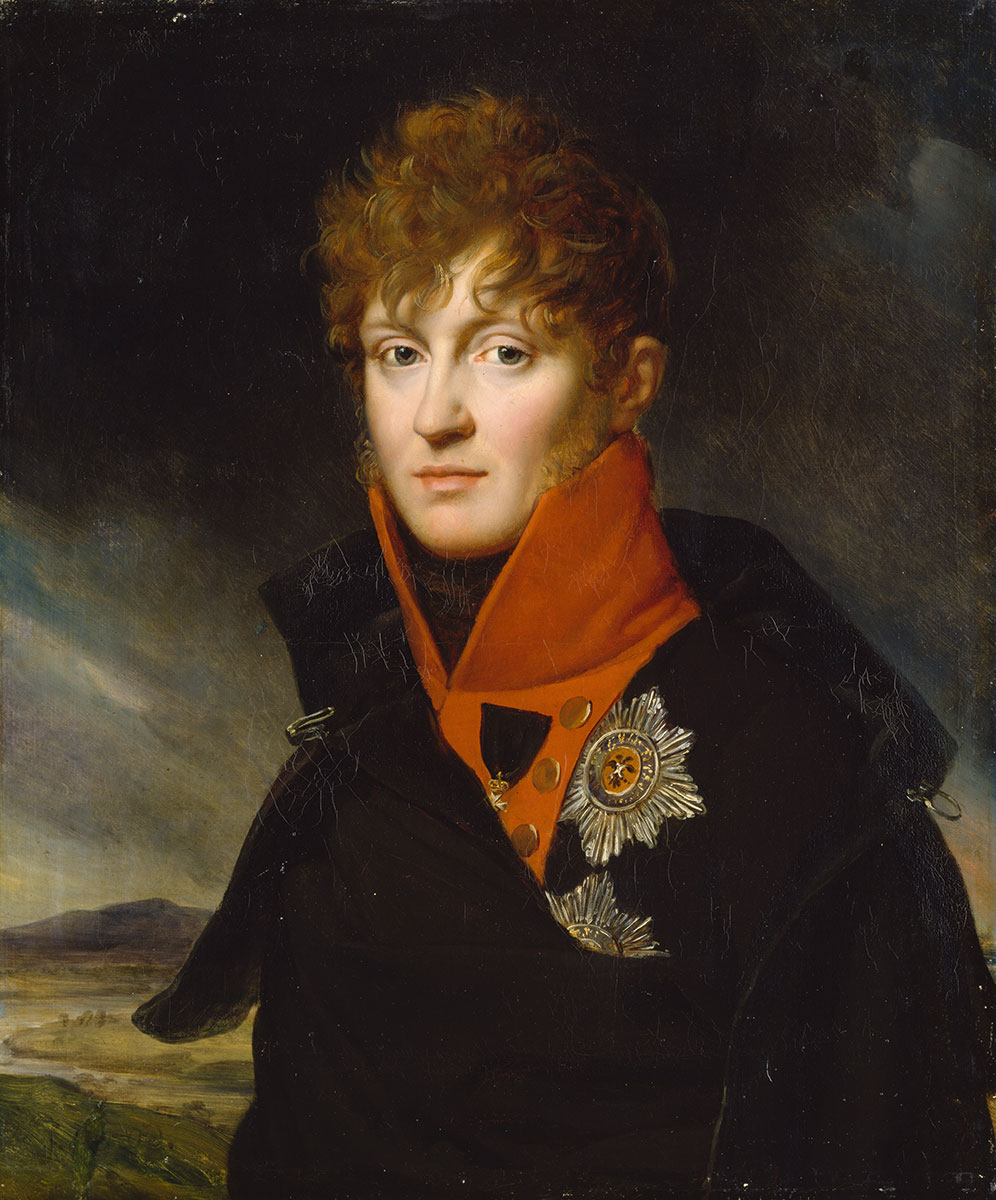
Портрет Фрідріха Людвіга пензля Франсуа Жерара, 1807

Мешкало сімейство у Гомбурзькому замку. 1795 року землі Гомбургу були окуповані французами. Родина була змушена перебратися до своїх замків у Пруссії.
Після відмови Фрідріха V у 1806 році приєднатися до Рейнського союзу ландграфство було медіатизоване. Його землі відійшли Гессен-Дармштадту. Після Віденського конгресу країні була повернута незалежність, і сім'я змогла повернутися до своєї вотчини.
Августа доглядала хворого батька, оскільки всі її сестри вже були одружені. Її змальовували як розумну, впевнену та благочестиву дівчину.
У 41-річному віці Августа одружилася з 39-річним спадкоємним принцом Мекленбург-Шверіна Фрідріхом Людвігом. Наречений був двічі удівцем. Попередня дружина порадила йому після її смерті одружитися з Августою. Від попередніх союзів він мав дорослого сина та трьох малолітніх дітей. Весілля відбулося 3 квітня 1818 року в Гомбурзі. Резиденцією подружжя став замок Людвігслюст. Своєю турботою Августа викликала ніжну прихильність пасинків та глибоку подяку чоловіка. Спільних дітей у пари не було.
Фрідріх Людвіг помер за півтора року після весілля, так і не зійшовши на трон. Августа продовжила доглядати пасинків. Найближчі стосунки у неї склалися з Оленою Луїзою. Більше вона не одружувалась і подальше життя провела у Мекленбург-Шверіні. Вела суворо моральний та глибоко релігійний спосіб життя, вважаючись зразком жіночої гідності.
Пішла з життя у дуже літньому віці за часів правління сина свого пасинка, Фрідріха Франца II, вже після проголошення Німецької імперії. Похована у мавзолеї Олени Павлівни в Людвігслюсті поруч із чоловіком та його попередніми дружинами.